# Феникс (футбольный клуб, Йыхви)
«Фе́никс» (эст. MTÜ Jõhvi jalgpalliklubi FC Phoenix) — эстонский футбольный клуб из города Йыхви. Был основан в 2011 году, с 2024 года домашние матчи проводит на стадионе имени Хейно Липпа. В 2014 году выступал в Премиум Лиге чемпионата Эстонии, но сыграв переходные игры на выезде 0:0, а дома 1:1, не смог остаться на следующий сезон в высшей лиге и перешел ниже.
Главный тренер команды — Владимир Ага.

## Прежние названия
- август 2011 — январь 2018 — «Локомотив»

## История

### Начало пути

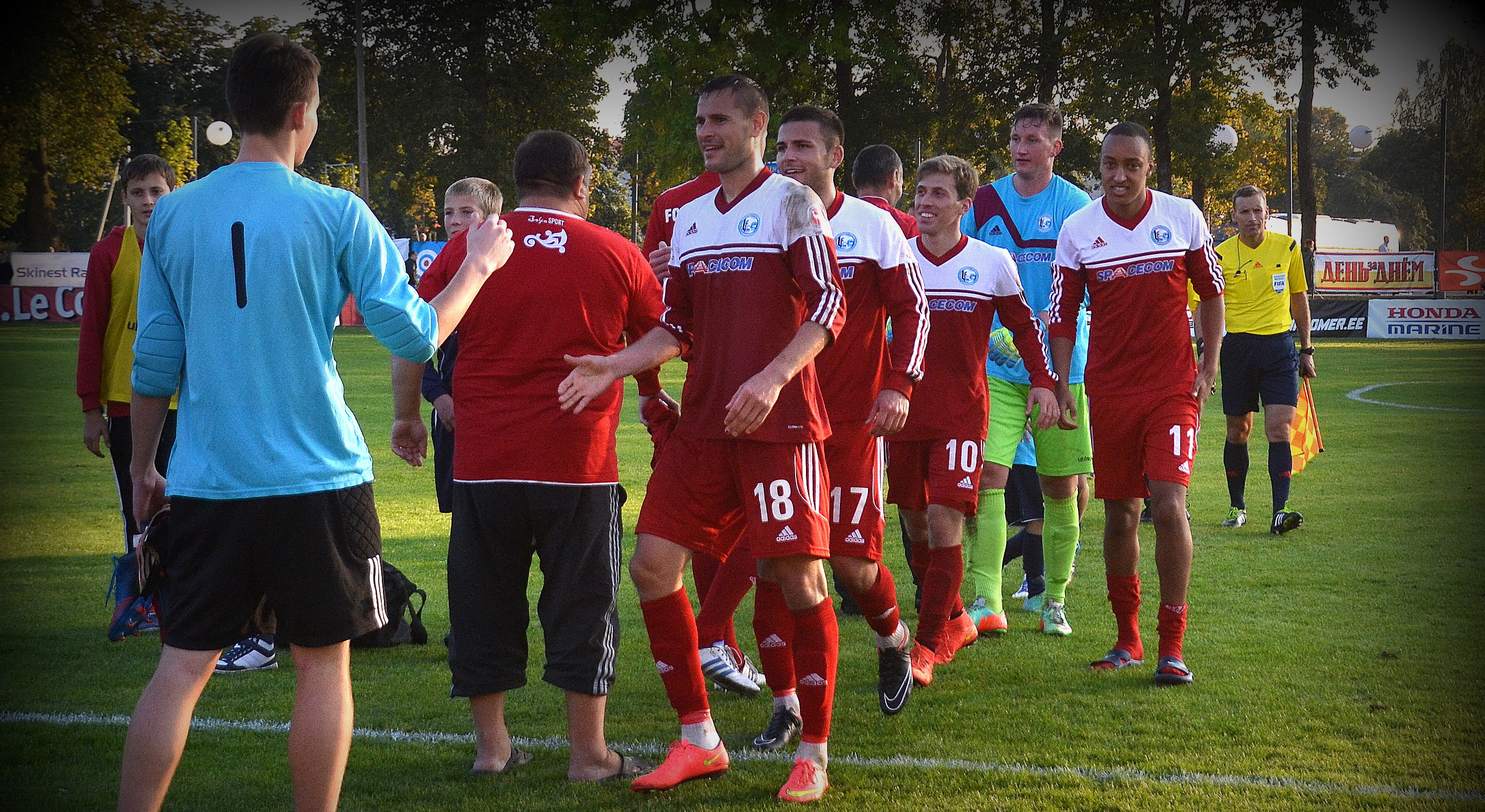
Игроки «Локомотива», сентябрь 2014 года

«Локомотив» основан на базе йыхвиского клуба «Орбита», а также детской спортивной школы Йыхви. С 2011 года команда начала выступать во второй Лиге Эстонии, в 2012 году главным тренером стал латвийский специалист — Виктор Нестеренко. Тогда же команда заняла первое место во второй лиге страны. В розыгрыше Кубка страны 2012/13 года «Локомотив» проиграл в 1/64 финала футбольному клубу «Таммека» со счетом 4:0. В 2013 году «Локомотив» выступал в Эсилиге Эстонии, по итогам сезона клуб занял второе место, набрав 69 очков, это дало право команде в следующем сезоне играть в Премиум Лиге Эстонии.
В 2014 году клуб дебютировал в Премиум Лиге чемпионата Эстонии, в этом же году команда дошла до четвертьфинала Кубка Эстонии 2013/14, где проиграла со счетом 0:1 команде «Эммасте». 22 апреля этого же года пост главного тренера покинул Виктор Нестеренко, причиной этому стали положение аутсайдера в чемпионате и неудача в Кубке страны. 23 апреля на общем собрании команды игрокам «Локомотива» был представлен новый тренер — Алексей Тихомиров, а в июне по обоюдному согласию контракт был расторгнут. 7 июня клуб возглавил эстонский специалист — Андрей Шкалета. Летом «Локомотив» усилился двумя легионерами с Украины — защитник Александр Волчков и полузащитник Алексей Лазебный и двумя игроками из России — нападающим Александром Никулиным и полузащитником Михаилом Зайцевым. В начале августа Алексей Тихомиров вернулся в «Локомотив», а Андрей Шкалета стал его помощником. 15 августа команда одержала первую победу в высшей лиги Эстонии, со счётом 1:0 был обыгран таллинский футбольный клуб «Калев», автором гола стал Александр Никулин. В конце августа состав команды пополнил ещё один российский легионер Станислав Яблоков. За пять игр до конца чемпионата Эстонии «Локомотиву» удалось разгромить со счётом 0:5 таллинский клуб «Калев» и поменяться с ним в турнирной таблице местами, заняв в итоге 9 место. 16 и 22 ноября состоялись переходные матчи за право выступать в высшей лиге Эстонии, в которых «Локомотив» встречался с футбольным клубом «Тулевик» из города Вильянди. Первая игра не смогла определить лидера и закончилась со счётом 0:0. Ответная встреча на домашнем поле закончилась ничейным результатом 1:1, который не позволил «Локомотиву» остаться в высшей лиге. В ноябре стало известно, что клуб покидает капитан и вратарь — Валерий Смелков, который уезжает в Англию, где будет выступать в девятой лиге чемпионата страны. По окончании сезона «Локомотив» покинул украинский легионер Александр Волчков. В конце декабря руководство клуба заявило, что из-за отсутствия в городе хорошего стадиона, команда будет играть вместо Эсилиги Эстонии во Второй лиге.

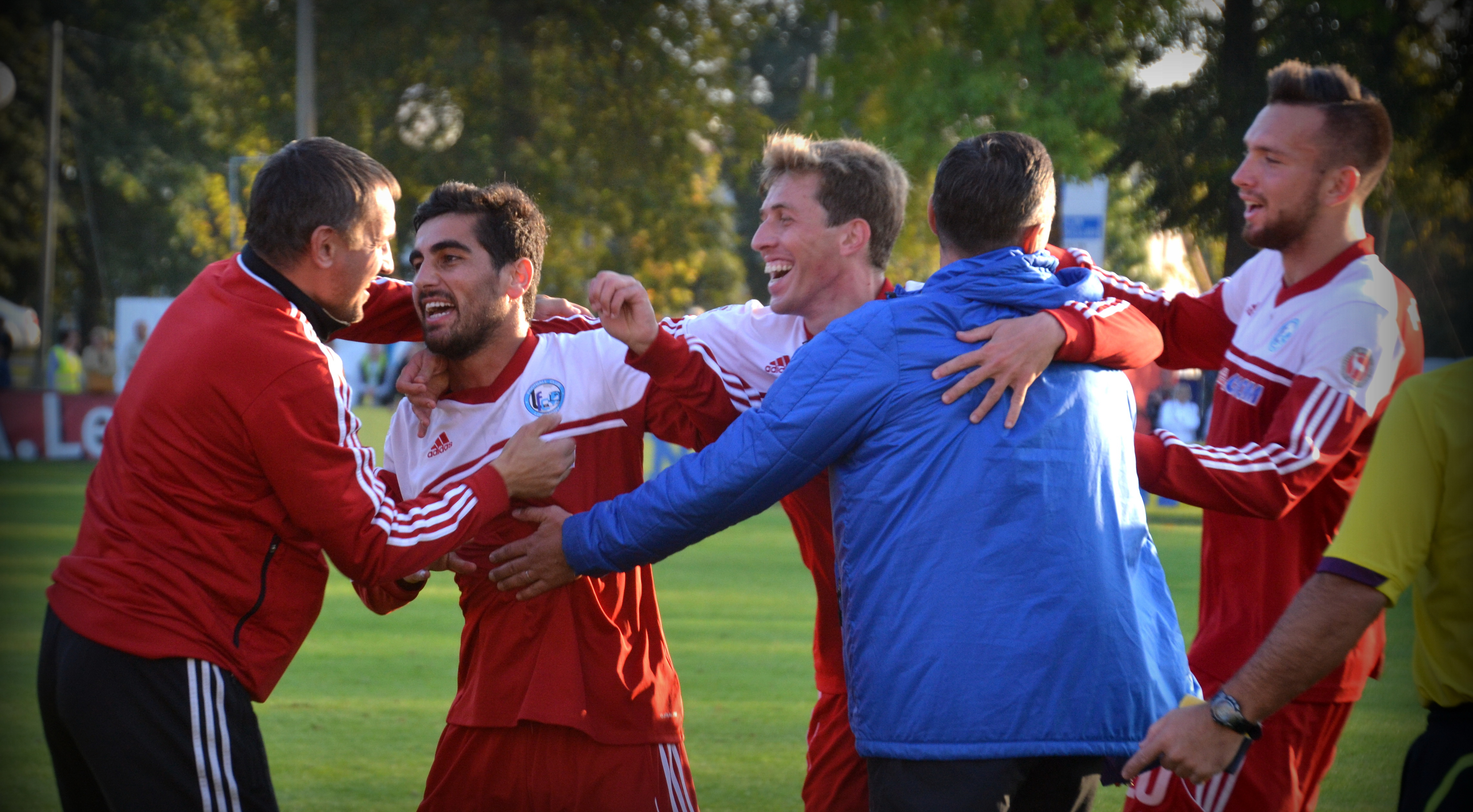
Слева на право — Андрей Шкалета, Лаша Навериани

В январе 2015 года вратарь Алексей Матросов перешел в другой эстонский клуб «Нарва-Транс», но в этом же сезоне защищал ворота «Локомотива». Тогда же на посту главного тренера Алексея Тихомирова заменил эстонский специалист Сергей Замогильный, контракт с которым рассчитан на один год. В Кубке Эстонии 2014/15 команда дошла до 1/4 финала, который состоялся 29 апреля. В этой игре команда встречалась с «Нымме Калью» и проиграла со счётом 5:3. В июле команду возглавил украинский специалист Роман Кожуховский. Сезон клуб закончил на 4 месте набрав 51 очко. В начале сезона 2016 года состав команды пополнили воспитанники йыхвиской футбольной школы — Алексей Олиевский, Леонард Левдонен, Максим Яременко, Павел Закутайло. В период с 6-10 июня клуб проводил летний футбольный лагерь совместно с тренерами испанского футбольного клуба «Валенсия». 13 июня стало известно, что из клуба ушел главный тренер Роман Кожуховский, которого на этом посту заменил местный специалист Игорь Шашков. В летнее трансферное окно состав команды пополнили Станислав Андреев, Александр Хлобыстин и Роман Лебедев. В 1/32 финала кубка Эстонии 2016/17 команда проиграла в серии после матчевых пенальти 3:5 футбольному клубу «Флора U19», основное и дополнительное время закончилось со счётом 1:1. В чемпионате второй лиги сезон команда закончила на 2 месте, набрав 52 очка. 30 октября прошел первый переходный матч за право выступать в Первой лиге Б, в котором «Локомотив» встречался с футбольным клубом «Кейла» и уступил дома со счетом 0:1, а на выезде 6 ноября проиграл 8:0.
В ноябре 2016 года появилась новость о тесном сотрудничестве двух клубов Ида-Вирумаа — «Ярве» из Кохтла-Ярве и «Локомотива» из Йыхви. Так взрослые команды двух клубов объединились в «Ярве» и «Ярве II», детские команды до U-15 у каждого клуба остались свои.
В период с 5-9 июня 2017 года клуб во второй раз проводил летний футбольный лагерь совместно с тренерами испанского футбольного клуба «Валенсия».

### Новое имя

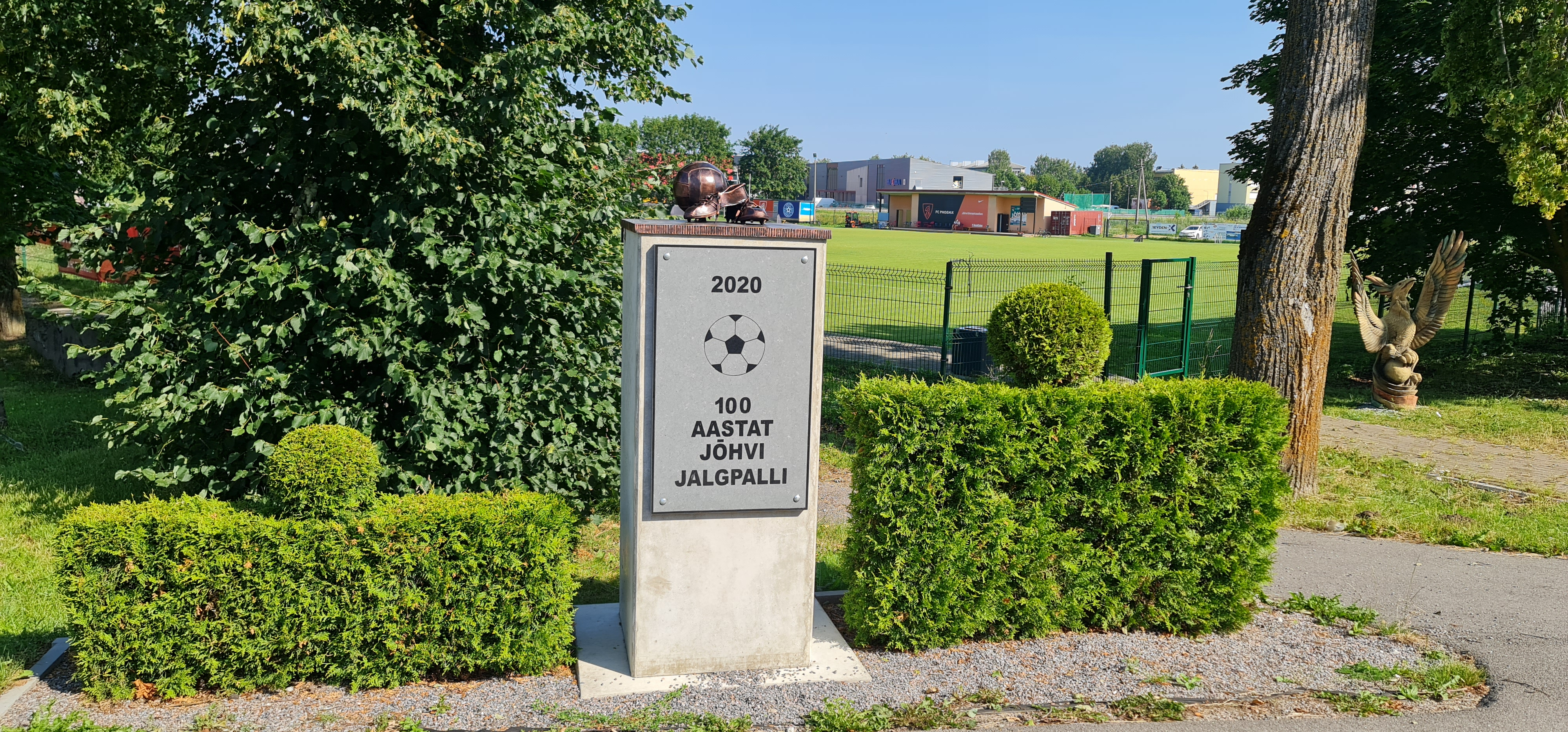
Памятный знак «100 лет футболу в Йыхви»

В феврале 2018 года клуб сменил название и стал называться — «Феникс», тогда же генеральным спонсором команды стала компания «Hashcoins». В 2018 и 2019 году совместно с московской академией футбольного клуба «Локомотив» впервые на территории ЕС провели летние футбольные лагеря — LokoCamp.
В сезоне 2020 года команда выступала в третьей лиге (зона восток) и заняла седьмое место. В январе при клубе появился музей истории футбола города Йыхви (эст. Jõhvi rahva jalgpallimuuseum). 1 июля главным тренером был назначен молдавский специалист Владимир Ага, а его помощником стал Игорь Шашков. В сентябре 2020 года ещё одним партнером клуба стала фирма «FASTVPS».

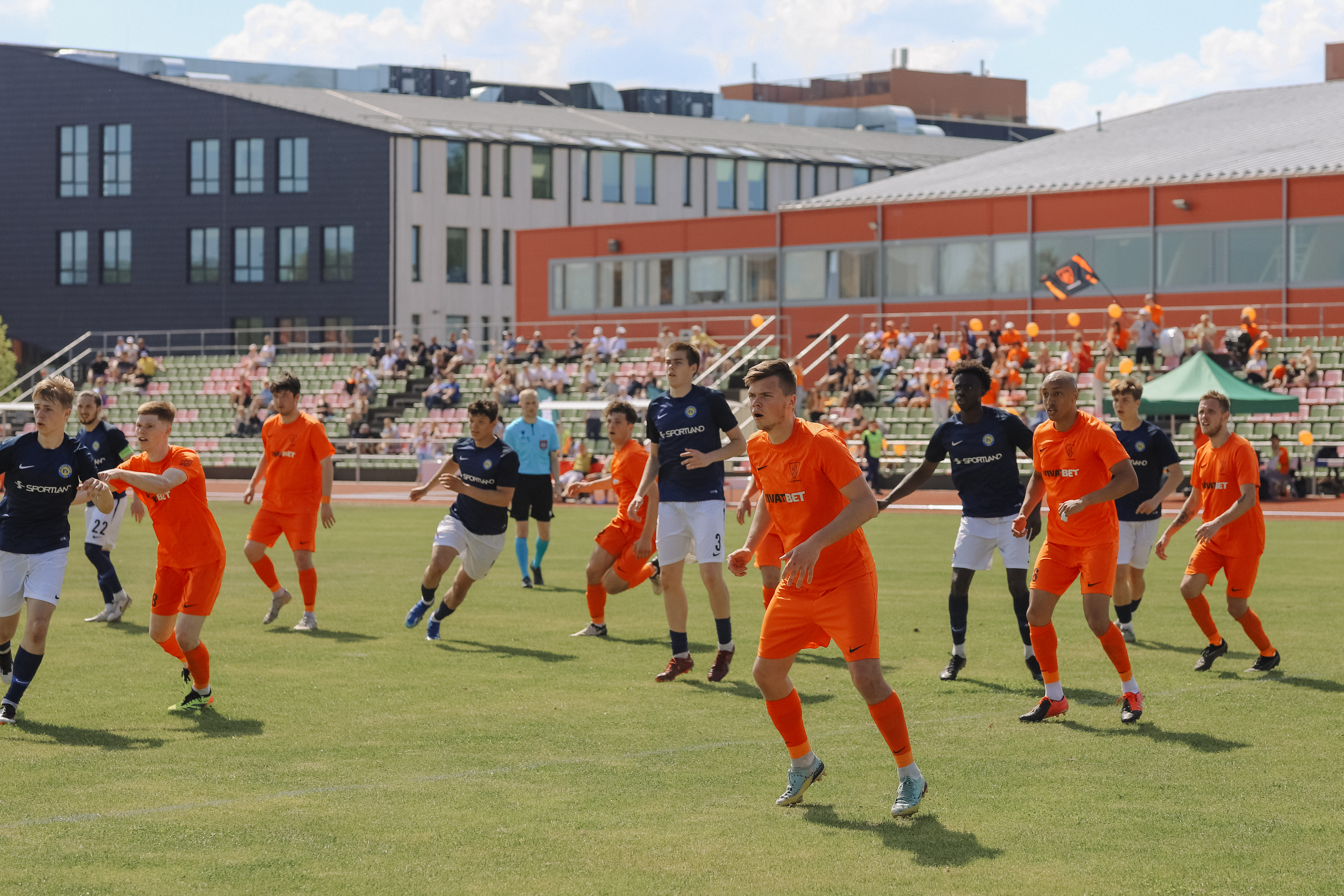
Феникс против Нарва Транс У21 (2024 год)

В 1/32 Кубка Эстонии 2021/22 соперником стал таллинский клуб «Запоос», по итогам встречи со счетом 2:0 «Феникс» проиграл. Летом 2021 года команду пополнил молодой молдавский футболист Никита Горя, а сезон в третьей лиге (зона восток) завершился на 2 месте. В этом же году была выпущена книга «100 лет — полет нормальный. История футбола города Йыхви», автором которой стал руководитель клуба Сергей Иванов.
В 2022 году «Феникс» выступал во второй лиге. В начале сезона состав команды пополнили: Эрик Константинов, Артём Маклагин, Иван Радионов и вратарь Артём Романов. В летнее трансферное окно к команде присоединились Матвей Минаев, Елисей Захаров, Денис Куликов, Виктор Аксёнов и Дмитро Калининский. В 1/32 Кубка Эстонии 2022/23 в серии пенальти была обыграна команда «Пайде III», в 1/16 соперник «РеЮнайтед» не приехал на игру и автоматически «Феникс» прошел в 1/8 финала. В 1/8 Кубка со счетом 1:0 был обыгран клуб из Раквере «Тарвас». Сезон команда закончила на девятом месте, набрав 28 очков. В декабре офис и музей клуба переехали в центр Йыхви (jaama 6), где планируется создать Дом футбола.
В начале сезона 2023 года в «Феникс» перешли: Денис Тяпкин, Эрик Круглов, Андрей Врабие, Владислав Фризен, Александр Крупский, Ричард Сильм, Алексей Петюкевич, Денис Файерштейн, Родион Губайдулин, Вениамин Богатов и Данила Цыганков. 11 апреля в 1/4 Кубка Эстонии со счетом 1:6 команда проиграла клубу из высшей лиги «Таммека». C 28 июня титульным спонсором стал эстонский оператор азартных игр «VivatBet». 2 августа в 1/32 Кубка Эстонии 2023/24 команда встретилась с таллинским клубом «Легион», где проиграла со счетом 3:0. Сезон команда закончила на втором месте, набрав 58 баллов. В переходных играх за право выступать в Первой Б лиге выиграли две игры у команды «Саку спортинг» и потом выиграли домашнюю игру у «Ляянемаа» со счетом 3:0, а на выезде проиграли со счетом 6:2. По сумме двух игр не смогли выйти в лигу выше.

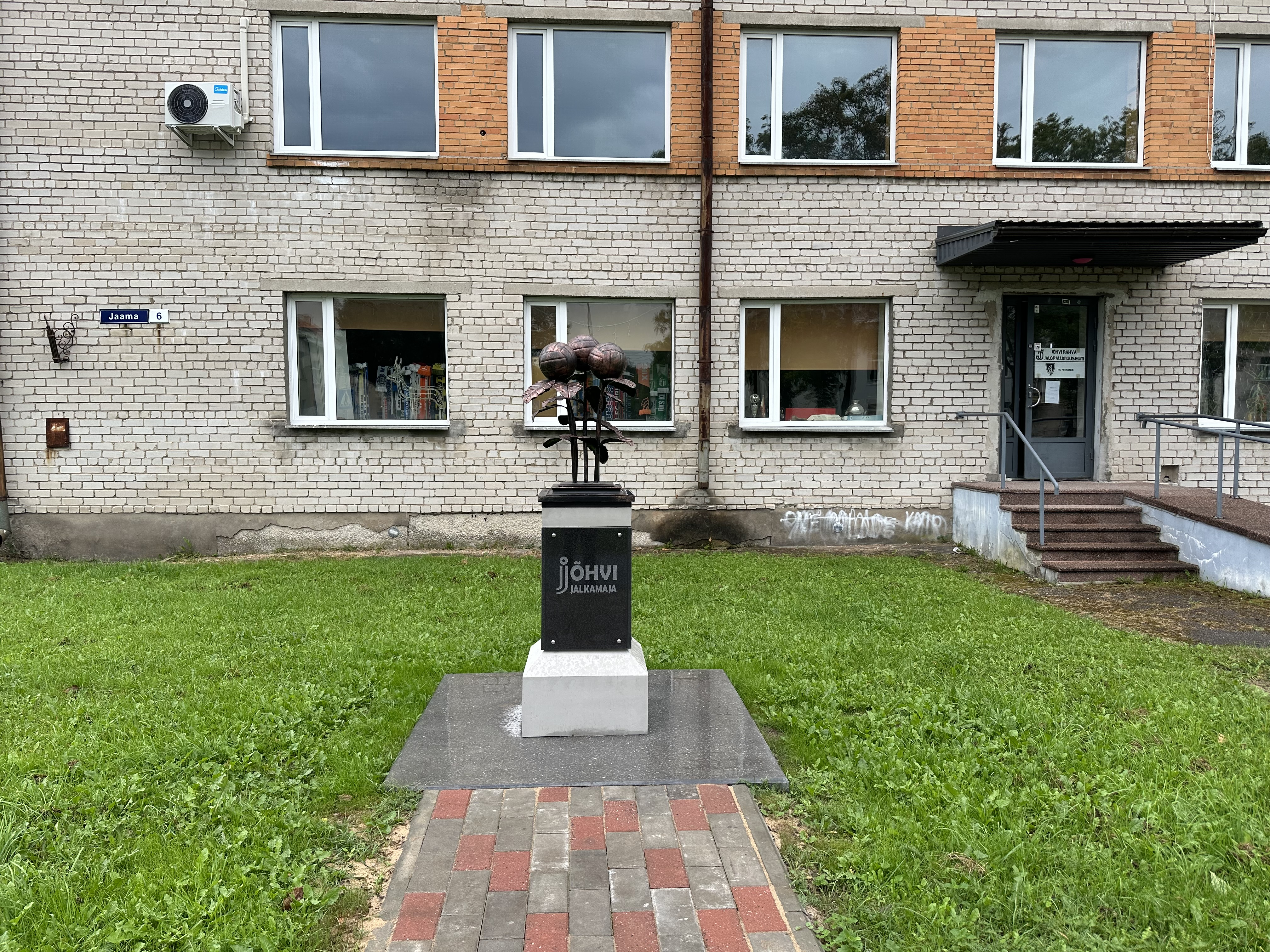
Памятник «Дом футбола Йыхви»

В начале сезона 2024 года команда получила повышение в уровне и право играть в Первой лиге Б, так как «Маарду Линнамеэсконд» не прошёл лицензирование ЭФС. С этого же года домашние игры стали проходить на стадионе имени Хейно Липпа. Состав команды пополнили: Максим Мишков, Артём Романов, Вадим Великанов, Степан Карханин, Роман Лебедев, Максим Яковлев, Данила Цыганков, Артем Тихомиров и Илья Шашков. В летнее трансферное окно состав команды пополнил нападающий Богдан Стоянов. 15 августа клуб открыл памятник «Jõhvi jalkamaja» перед Домом футбола. В 1/16 Кубка Эстонии 2024/25 проиграли в серии пенальти таллинскому клубу «Легион», основное и дополнительное время закончилось со счетом 2:2. 22 сентября перед началом игры команда вышла на поле с бездомными собаками из приюта «Пяйте», чтобы помочь найти новых хозяев для четвероногих. Лучшим игроком Первой лиги Б по итогам августа был признан Елисей Захаров, а сентября и октября Богдан Стоянов. По итогу сезона команда заняла седьмое место.
Перед сезоном 2025 года состав пополнил ряд игроков: Артем Глобенко, Герман-Гури Цвибелберг и Лев Лужин. А Богдан Стоянов перешёл в клуб из Румынии.

## Футзал

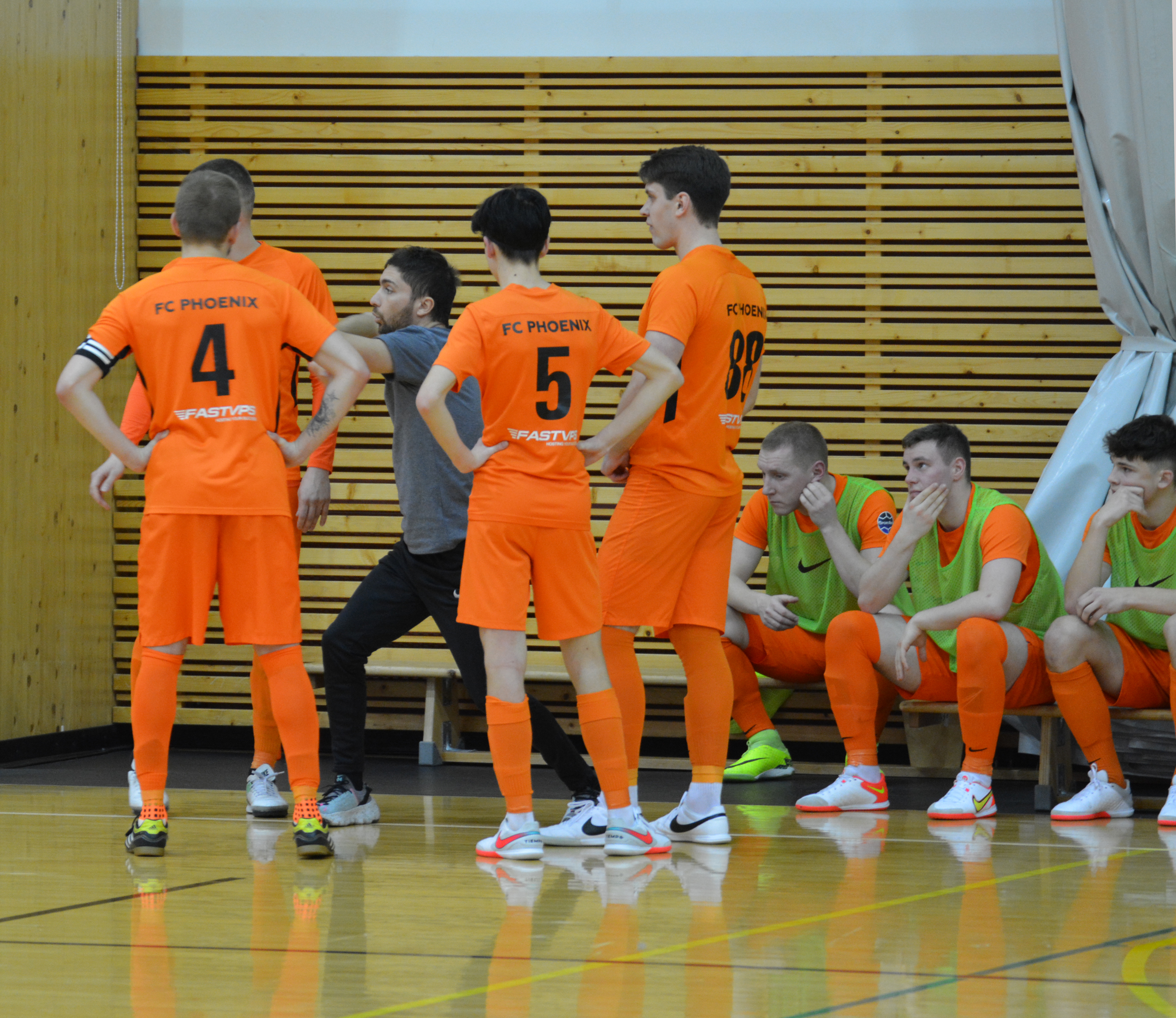
Команда Феникса в футзале (2022 год)

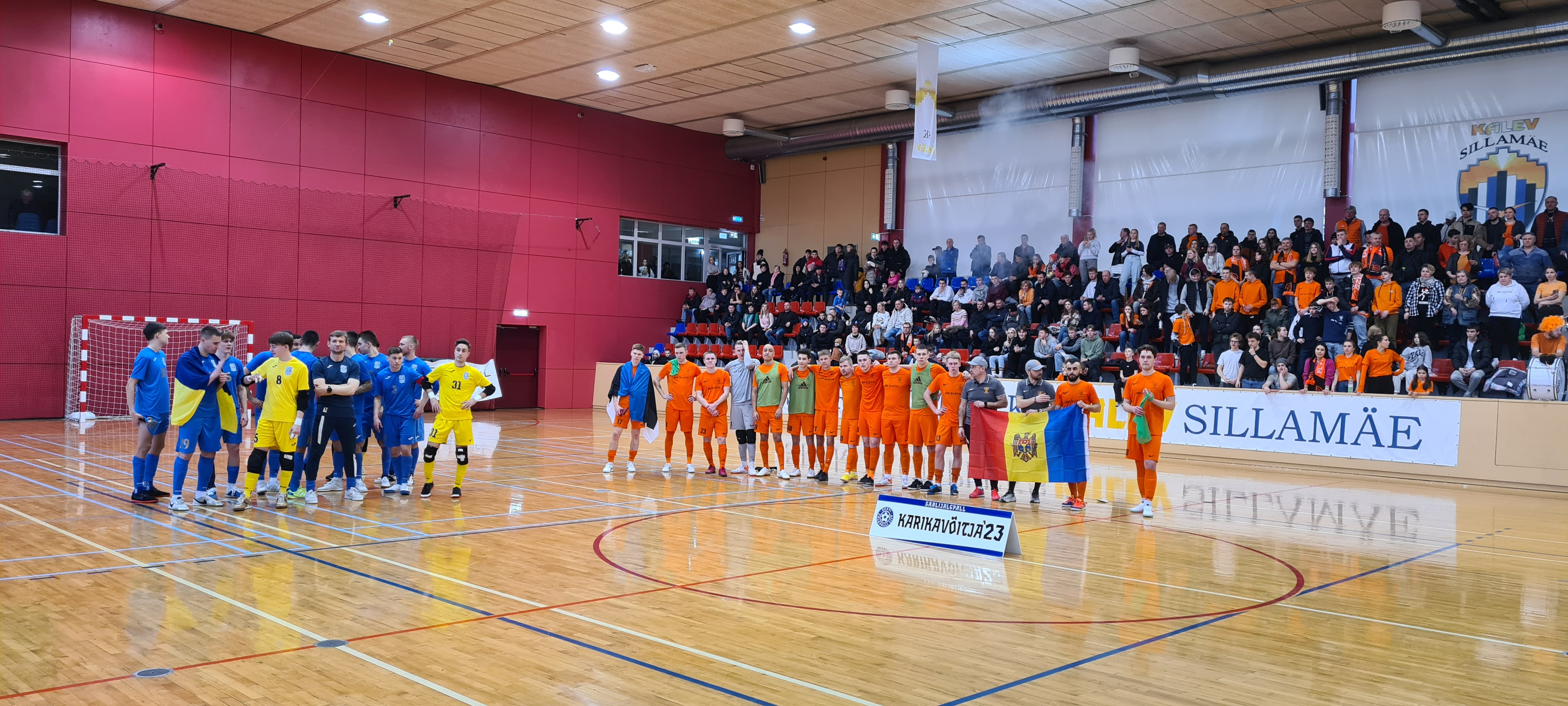
Финал Кубка Эстонии по футзалу 2022/23

В сезоне 2021/22 команда дебютировала в Первой лиге чемпионата Эстонии по футзалу. В 1/4 финала Кубка Эстонии по футзалу проиграли таллинскому клубу «Космос» со счетом 11:2. Сезон команда закончила на пятом месте, набрав 23 очка. В сентябре 2022 года стало известно, что команда будет играть в высшей лиге по футзалу. В первой игре против команды «Нарва Юнайтед» проиграли со счетом 6:4, на ней дебютировали за «Феникс» Владислав Фризен, Андрей Врабие, Александр Дубыкин. 27 декабря стало известно, что воспитанник клуба Рейно Урлих вызван в состав сборной Эстонии по футзалу U19. На турнире в Хорватии он отыграл все 3 игры.
В январе 2023 года за команду дебютировал ряд игроков: Денис Тяпкин, Денис Куликов, Матвей Минаев и Данила Цыганков. В финале Кубка Эстонии 2022/23 со счетом 3:0 команда проиграла таллинскому клубу «Космос». Лучшим игроком матча в составе «Феникса» был признан Елисей Захаров. Регулярный чемпионат команда закончила на 4 месте, набрав 31 очко, а в двух играх 1/4 плей-офф проиграла «Тарту Равенс». 14 октября «Феникс» сыграл в суперкубке Эстонии по футзалу с командой «Силмет» из Силламяэ, где проиграл со счетом 10:2. Основную часть сезона 2023/24 команда закончила на 5 месте, набрав 17 очков. В финале Кубка Эстонии 2023/24 со счетом 7:5 проиграли команде «Силмет» из Силламяэ.
Регулярный чемпионат 2024/25 «Феникс» закончил на 6 месте и соперником в плей-офф стала команда из Копли, обе игры выиграла таллинская команда. Третий год подряд стали финалистами Кубка Эстонии по футзалу, в финале проигали таллинской команде «Бункер» со счетом 3:1. По итогам сезона Даниэль Луллу получил титул "Saalihunt", которого удостаивается человек или организация, в прошедшем сезоне ярко проявившие себя в деле развития футзала в Эстонии.

## Женская команда
В 2020 году была создана женская команда во главе с тренером Игорем Шашковым, которая выступала в первой лиге и заняла 8 место. В сезоне 2021 года команда заняла 6 место и прошла в 1/4 Кубка Эстонии, где проиграла со счетом 9:0 команде Саку Спортинг. В 2021 году воспитанница йыхвиского клуба Карола Пургатс стала чемпионкой Эстонии в составе таллинской «Флоры».
В 1/16 Кубка Эстонии сезона 2022/23 «Феникс» проиграл со счетом 9:2 команде «Аякс» из Ласнамяэ. В сезоне 2022 года команда объединилась с Нарва Транс и стало двойное название. Закончила в Первой лиге на 4 месте, набрав 33 очка. В декабре Игорь Шашков покинул пост главного тренера женской команды. В сезоне 2023 года команду возглавил молдавский специалист Николай Лахмай. Итогом стало второе место во второй лиге. По итогам сезона 2024 года команда заняла четвёртое место во второй лиге. В феврале 2025 года Алеся Киуру была отдана в аренду столичной «Флоре», с которой завоевала Кубок Эстонии.

## Символика клуба

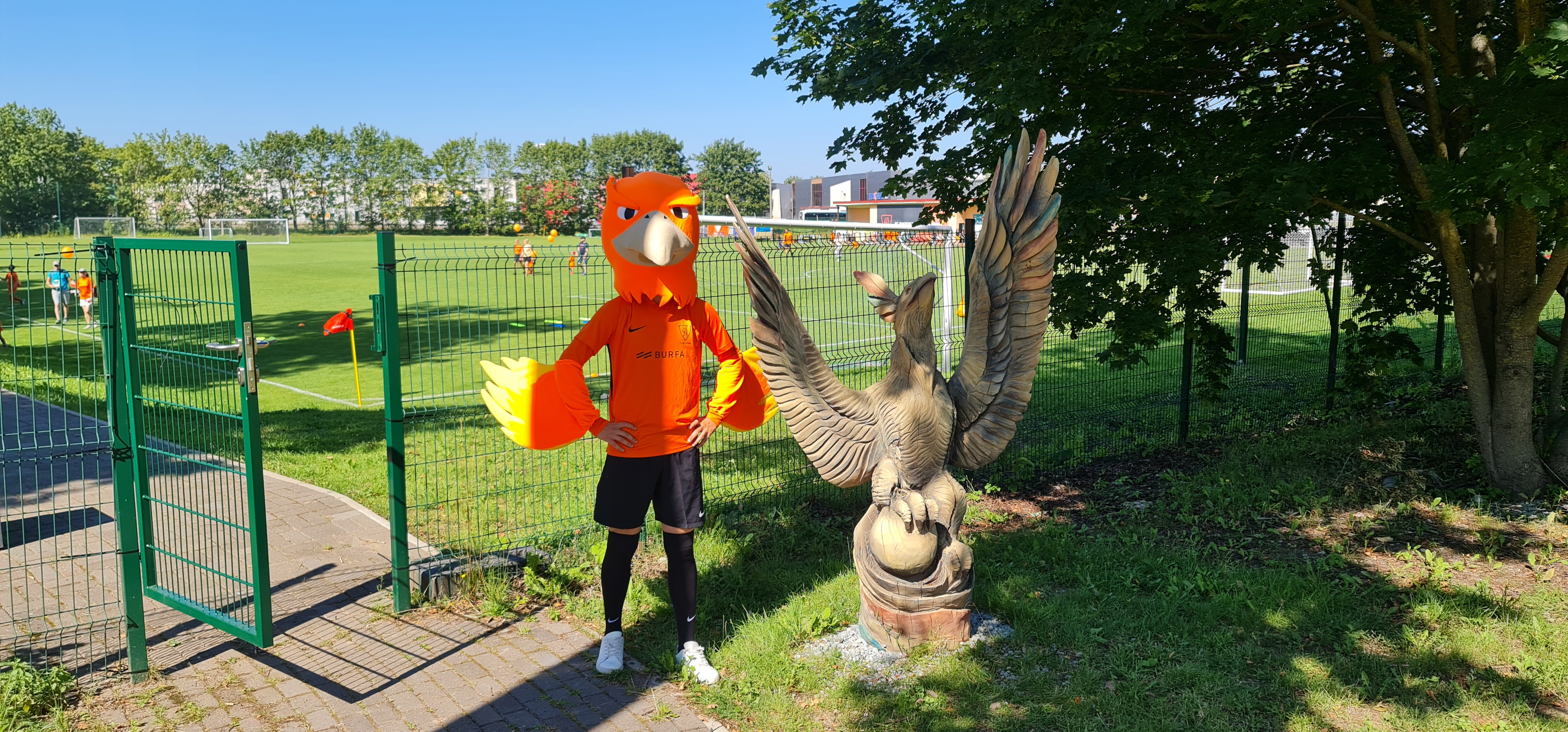
Маскот футбольного клуба «Феникс»

Традиционные цвета «Локомотива» до конца 2017 года — красный и белый, классическая раскраска формы представляла собой красно-белые футболки, красные трусы и красные гетры. Техническим спонсором всех форм команды до января 2018 года являлась фирма «Adidas», а титульным — эстонская железнодорожная компания «Spacecom». С февраля 2018 года титульным и генеральным спонсором стала компания «Hashcoins». А техническим спонсором всех форм клуба стал «Nike». Логотип клуба располагается на левой стороне футболки, а логотип «Nike» — на правой стороне; с 2023 до конца 2024 года по центру футболки находится логотип эстонского оператора азартных игр «VivatBet». До 2023 года на груди был логотип фирмы «Burfa». В начале сезона 2025 года новым титульным спонсором стала местная фирма MKJ Baltic.
Девизом клуба до 2018 года была фраза на эстонском языке «Lapsed on meie tulevik!», которая в переводе означает «Дети — наше будущее!». С 2018 года после переименования был создан новый девиз на эстонском языке «Ole esimene koos meiega», который переводится как «Будь первым вместе с нами».
В октябре 2017 года клуб официально презентовал свой талисман. Им стало изображение гнома-футболиста. Критериями при выборе талисмана стало то, что многое в городе и истории футбола региона тесно связано с шахтерами (много игроков шахтеров, в свое время в городе был клуб от шахты), также гномы символизируют силу, мужество, трудолюбие, в чём-то даже богатство, что также отражается в качествах игроков и целях клуба
Осенью 2021 года у команды появился талисман — «Феникс». Во время официальных игр человек, одетый в костюм феникса, поддерживает команду и подбадривает болельщиков, а также фотографируется с любым желающим.

### Гимн
Официальный гимн «Локомотива» был написан для клуба в 2016 году. Автор музыки Евгений Чирков, а слов Светлана Паун. Официальная премьера состоялась 10 февраля 2016 года.
9 апреля 2021 года был официально опубликован гимн «Феникса», автором стал Антон Рагоза и его музыканты. А исполнил композицию молдавский певец и хореограф Ray Bark (Юрий Рыбак).

### Клубные цвета
| Оранжевый | Чёрный |

### Форма
| 2012—2013 · домашняя | 2012—2013 · гостевая | 2014—2017 · домашняя | 2014—2017 · гостевая | 2018—2024 · домашняя | 2025—н.в. · домашняя | 2018—2021 · гостевая | 2022—н.в. · гостевая |

## Стадион

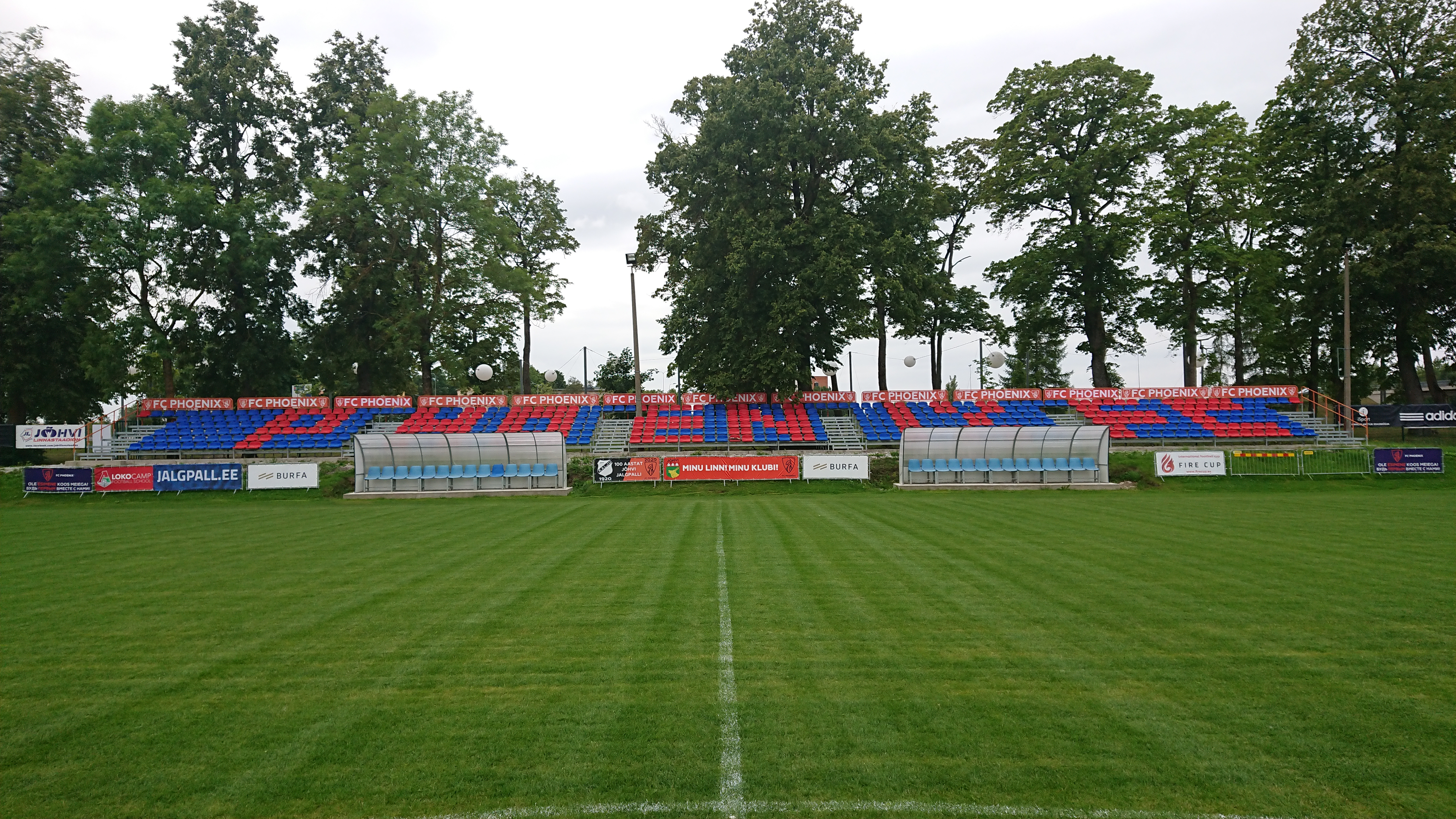
Трибуны на домашнем стадионе клуба

Клуб проводит свои домашние матчи на городском стадионе Йыхви, на трибунах которого помещается 500 зрителей. До 15 июля 2016 года проводилась реконструкция футбольного поля, на которую потрачено почти 130 000 евро. В том же году были сделаны новые трибуны на 540 мест. Тогда же за стадионом было построено «народное поле», на котором проводятся тренировки воспитанников клуба и могут играть жители города.

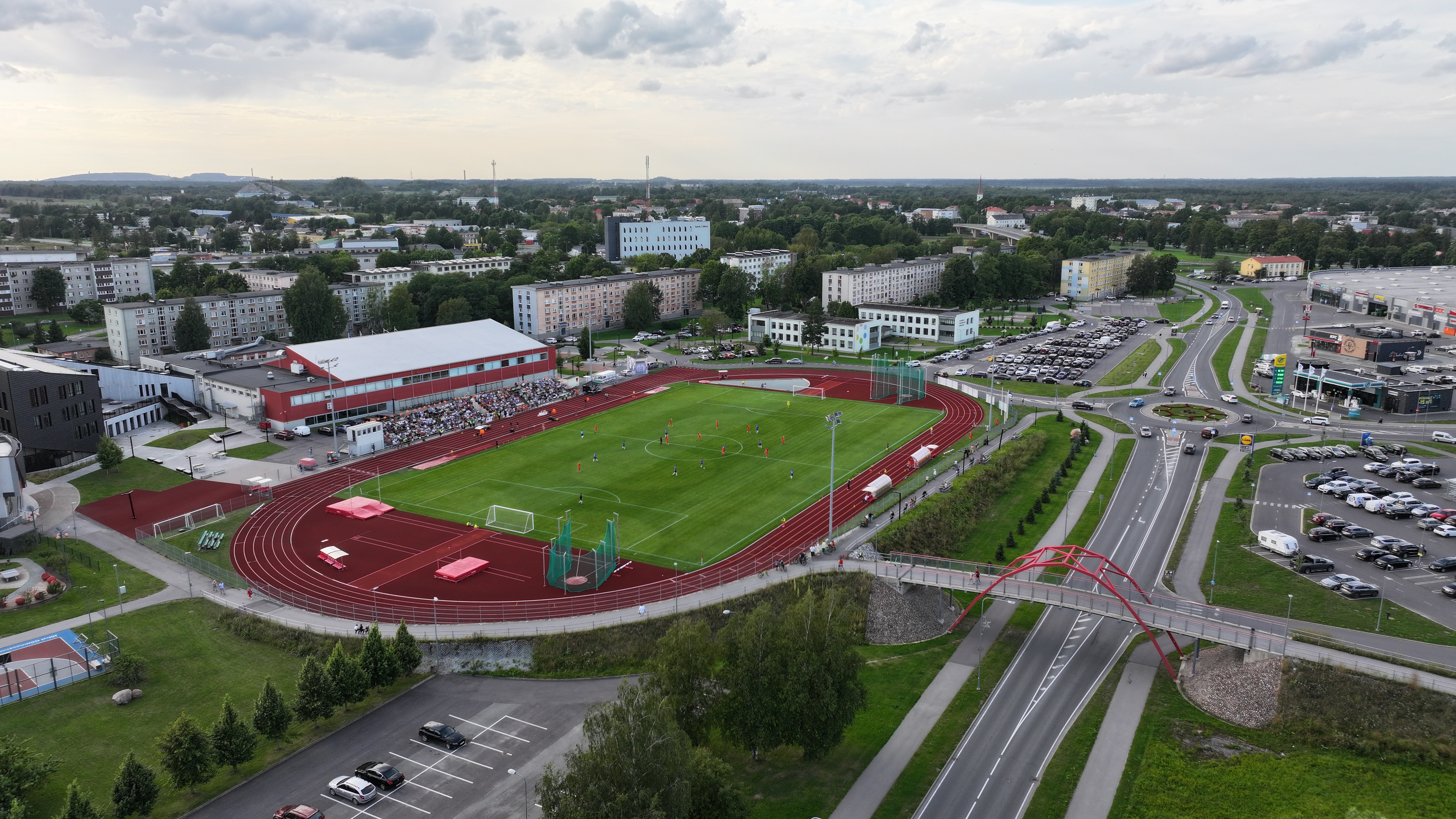
Матч легенд футбола на стадионе имени Хейно Липпа

В 2020 году возле променада рядом со стадионом футбольный клуб «Феникс» установил памятный знак с надписью «100 лет футболу в Йыхви (100 aastat Jõhvi jalgpalli)», а 20 июля 2022 года добавили на нем кованые футбольные бутсы и мяч (работа кузнецов Олег и Александр Гижа).
С 2024 года команда домашние игры принимает на стадионе имени Хейно Липпа. А юношеские и детские команды продолжили играть на городском стадионе.

## Игроки

### Основной состав
| 1  | Флаг России   | Вр  | Виктор Гусев       | 1996 |  |  |  |  |
| 12 | Флаг Эстонии  | Вр  | Артем Романов      | 2006 |  |  |  |  |
| 59 | Флаг России   | Вр  | Артур Юревич       | 1981 |  |  |  |  |
| 66 | Флаг Эстонии  | Вр  | Артем Глобенко     | 2002 |  |  |  |  |
|    |               |     |                    |      |  |  |  |  |
| 3  | Флаг Эстонии  | Защ | Эрик Круглов       | 2002 |  |  |  |  |
| 2  | Флаг Эстонии  | Защ | Александр Крупский | 2006 |  |  |  |  |
| 13 | Флаг Эстонии  | Защ | Степан Карханин    | 2007 |  |  |  |  |
| 5  | Флаг Эстонии  | Защ | Максим Яковлев     | 2004 |  |  |  |  |
| 28 | Флаг Германии | Защ | Владислав Фризен   | 2001 |  |  |  |  |
| 18 | Флаг Эстонии  | Защ | Денис Куликов      | 1993 |  |  |  |  |
| 24 | Флаг Эстонии  | Защ | Максим Мишков      | 2004 |  |  |  |  |
|    |               |     |                    |      |  |  |  |  |

| 55 | Флаг Эстонии | ПЗ  | Лев Лужин              | 2007 |  |  |  |  |
| 17 | Флаг Эстонии | ПЗ  | Марек Юхков            | 2004 |  |  |  |  |
| 5  | /            | ПЗ  | Андрей Врабие          | 1988 |  |  |  |  |
| 68 | Флаг Украины | ПЗ  | Иван Радионов          | 2004 |  |  |  |  |
| 4  | Флаг Эстонии | ПЗ  | Николай Марчук         | 1998 |  |  |  |  |
| 11 | Флаг Эстонии | ПЗ  | Илья Шашков            | 2006 |  |  |  |  |
|    |              |     |                        |      |  |  |  |  |
| 9  | Флаг Эстонии | Нап | Герман-Гури Цвибелберг | 1996 |  |  |  |  |
| 33 | Флаг Эстонии | Нап | Артем Тихомиров        | 2007 |  |  |  |  |
| 8  | Флаг Эстонии | Нап | Елисей Захаров         | 2001 |  |  |  |  |
| 71 | Флаг Эстонии | Нап | Матвей Минаев          | 2007 |  |  |  |  |
| 99 | Флаг Эстонии | Нап | Вадим Великанов        | 2005 |  |  |  |  |

## Статистика выступлений

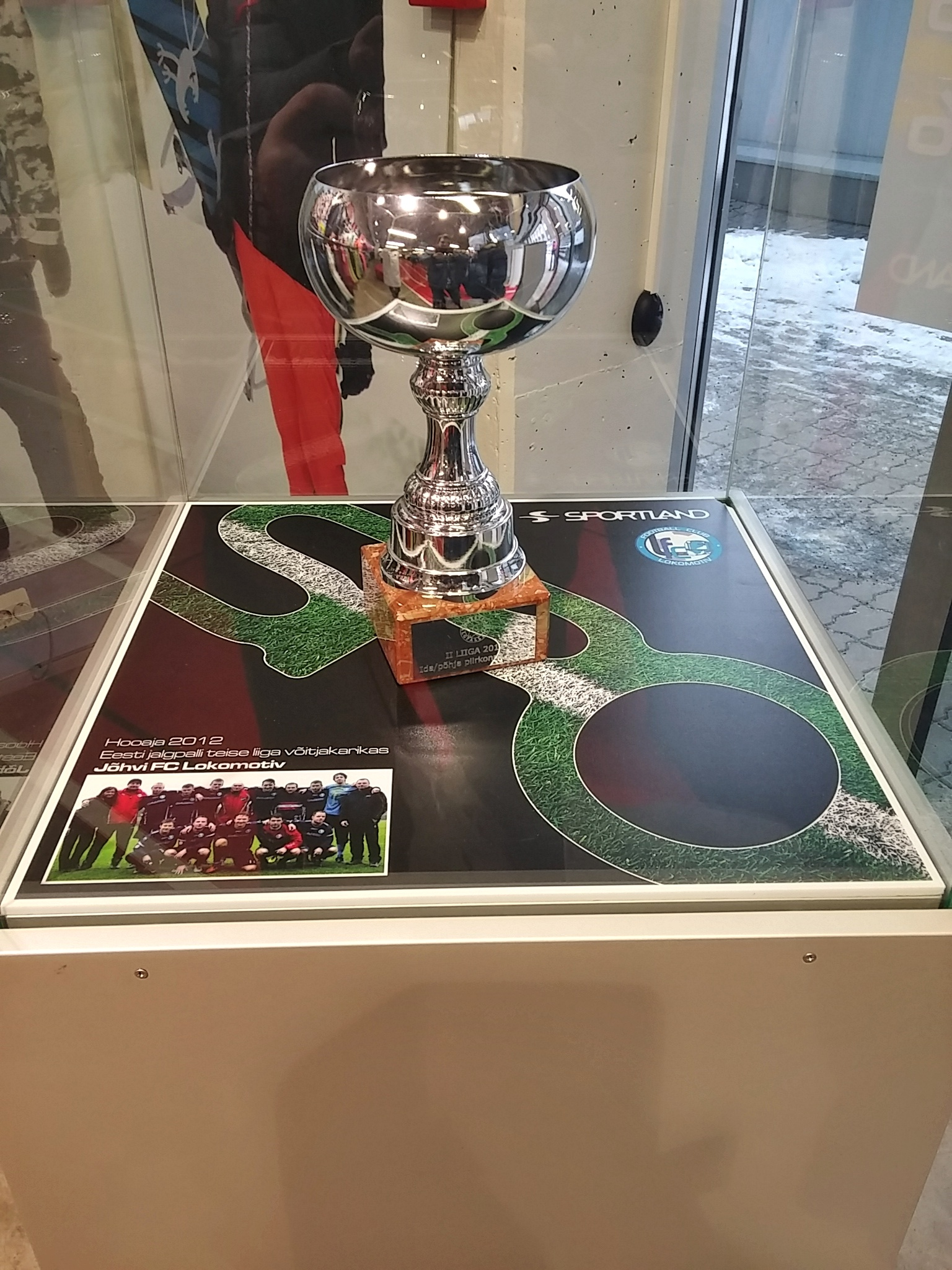
Кубок второй Лиги чемпионата Эстонии, 2012 год

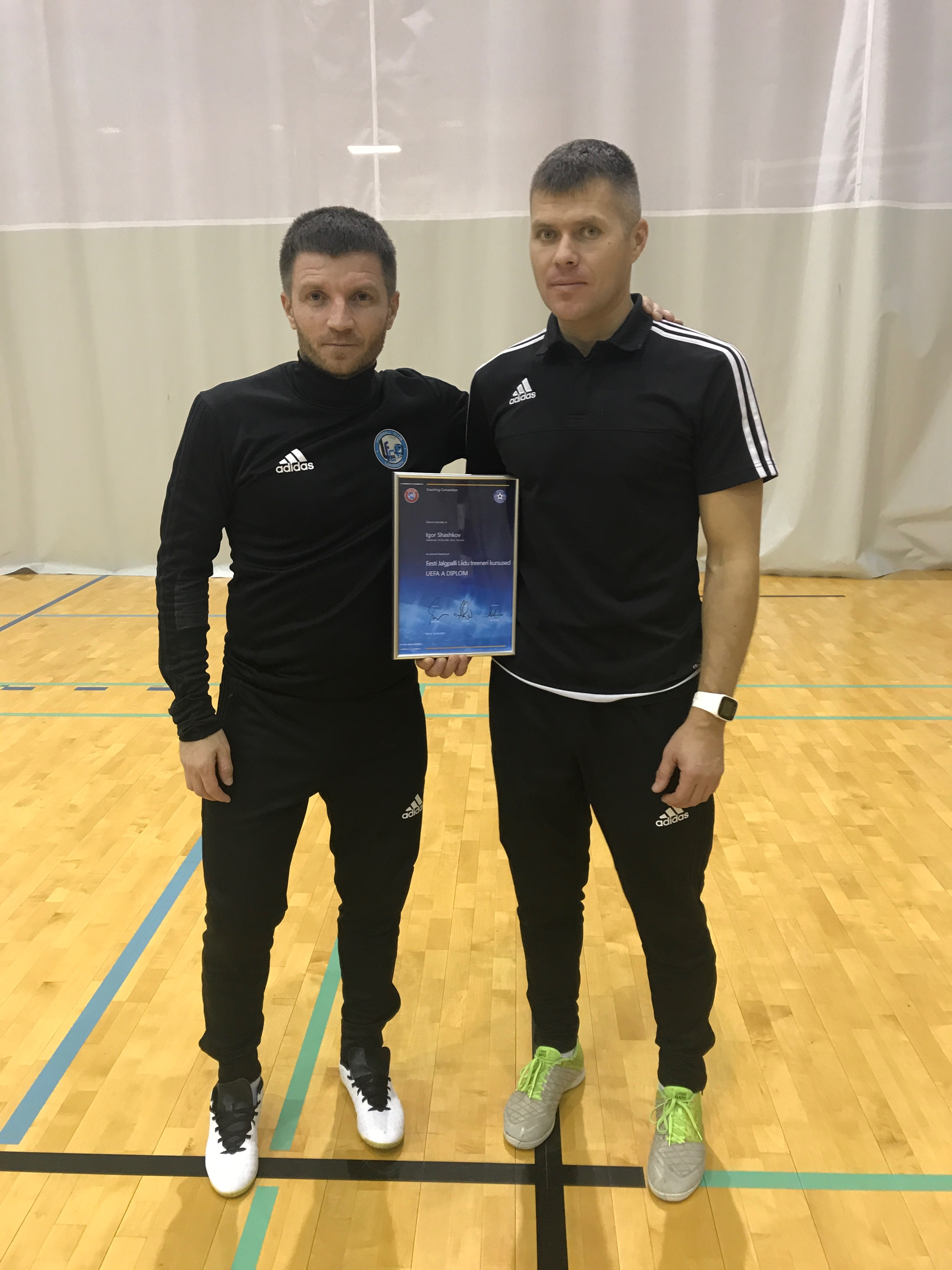
Роман Кожуховский и Игорь Шашков — тренеры Локомотива (2017 год)

### Результаты выступлений
| Сезон | Дивизион      | Место | И  | В  | Н | П  | ГЗ | ГП  | О  | Кубок Эстонии |
| ----- | ------------- | ----- | -- | -- | - | -- | -- | --- | -- | ------------- |
| 2011  | 2 лига        | 5     | 26 | 11 | 8 | 7  | 48 | 37  | 41 |               |
| 2012  | 2 лига        | 1     | 26 | 20 | 6 | 0  | 79 | 16  | 66 |               |
| 2013  | Эсилига       | 2     | 36 | 20 | 9 | 7  | 80 | 39  | 69 | 1/64 финала   |
| 2014  | Прем. Лига    | 9     | 36 | 4  | 6 | 26 | 35 | 115 | 18 | 1/4 финала    |
| 2015  | 2 лига        | 4     | 26 | 16 | 3 | 7  | 67 | 38  | 51 | 1/4 финала    |
| 2016  | 2 лига        | 2     | 26 | 15 | 7 | 4  | 67 | 33  | 52 |               |
| 2020  | Третья лига   | 7     | 18 | 7  | 1 | 10 | 39 | 46  | 22 |               |
| 2021  | Третья лига   | 2     | 20 | 17 | 1 | 2  | 65 | 20  | 52 |               |
| 2022  | 2 лига        | 9     | 26 | 9  | 1 | 19 | 36 | 58  | 28 | 1/32 финала   |
| 2023  | 2 лига        | 2     | 26 | 18 | 4 | 4  | 97 | 22  | 58 | 1/4 финала    |
| 2024  | Первая лига Б | 7     | 36 | 12 | 9 | 15 | 78 | 81  | 45 | 1/32 финала   |
| 2025  | Первая лига Б |       | 36 |    |   |    |    |     |    | 1/16 финала   |

### Рекорды
- Самая крупная победа во всех соревнованиях: 13:0 — против «Шнелли», Кубок Эстонии, 9 июля 2013 года[179][180] и 20:0 против «Варриор» из Валга, вторая лига Эстонии, 26 августа 2023 года[181].
- Самое крупное поражение во всех соревнованиях: 1:10 — против «Инфонета», Чемпионат Эстонии, 1 августа 2014 года[182].

## Официальные лица клуба
Согласно официальному сайту. Обновлено 25 марта 2024 года
- Член правления: Сергей Иванов
- Директор: Анна Базюкина
- Руководитель по молодежной работе: Игорь Шашков
- Специалист по работе с болельщиками: Даниэль Луллу[184]
- Специалист по медиа: Владислав Наумов

## Достижения

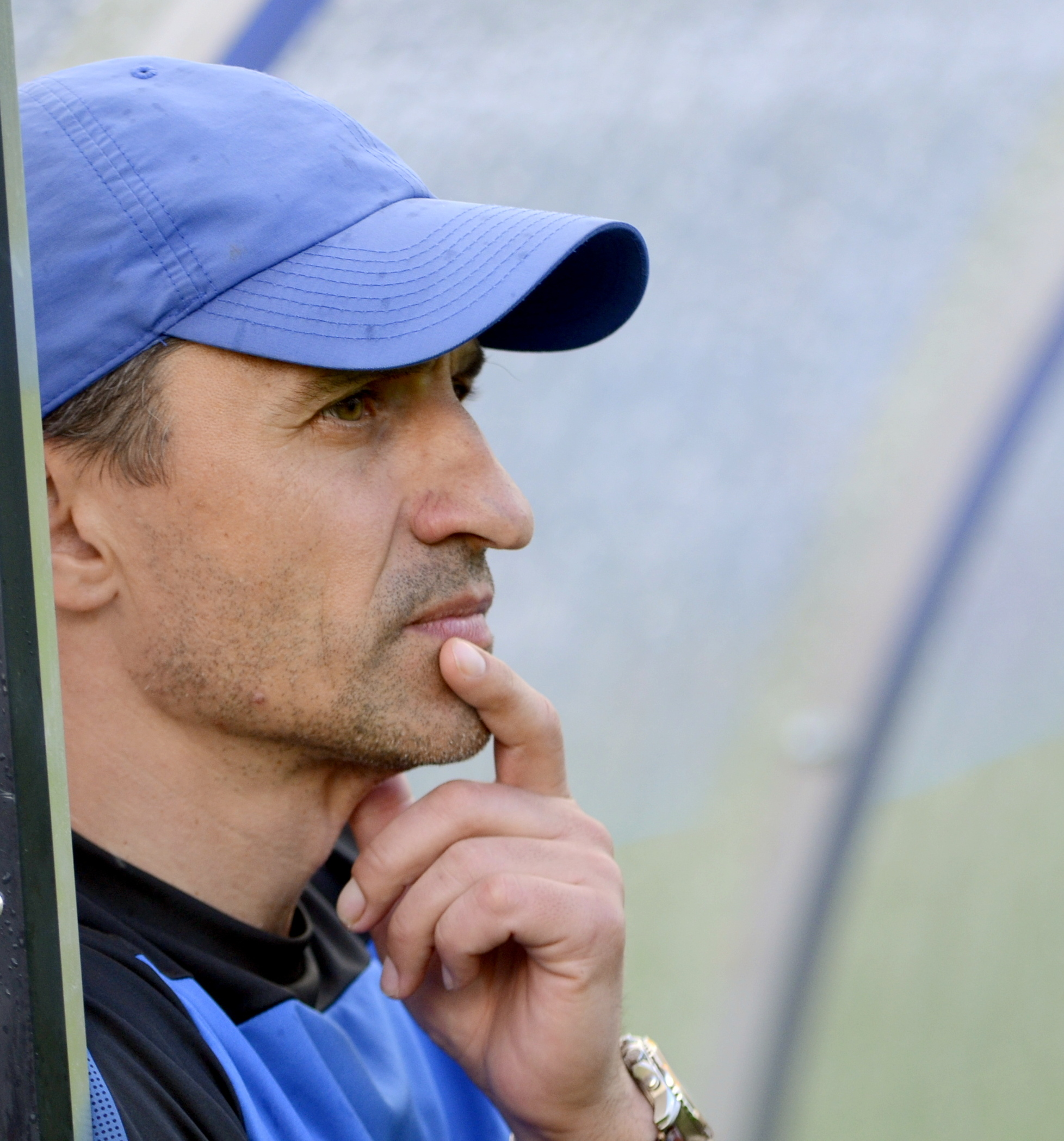
Главный тренер команды в 2014 году — Алексей Тихомиров

- Серебряный призёр Первой лиги Эстонии (1): 2013
- Победитель второй лиги Эстонии (1): 2012[185]
- Серебряный призёр второй лиги Эстонии (2): 2016[186], 2023
- Серебряный призёр третьей лиги (зона восток) Эстонии (1): 2021
- Обладатель малого Кубка Эстонии (1): 2011[187]

### Футзал
- Финалист кубка Эстонии (3): 2022/23, 2023/24, 2024/25
- Финалист Суперкубка Эстонии (1): 2023

## Главные тренеры

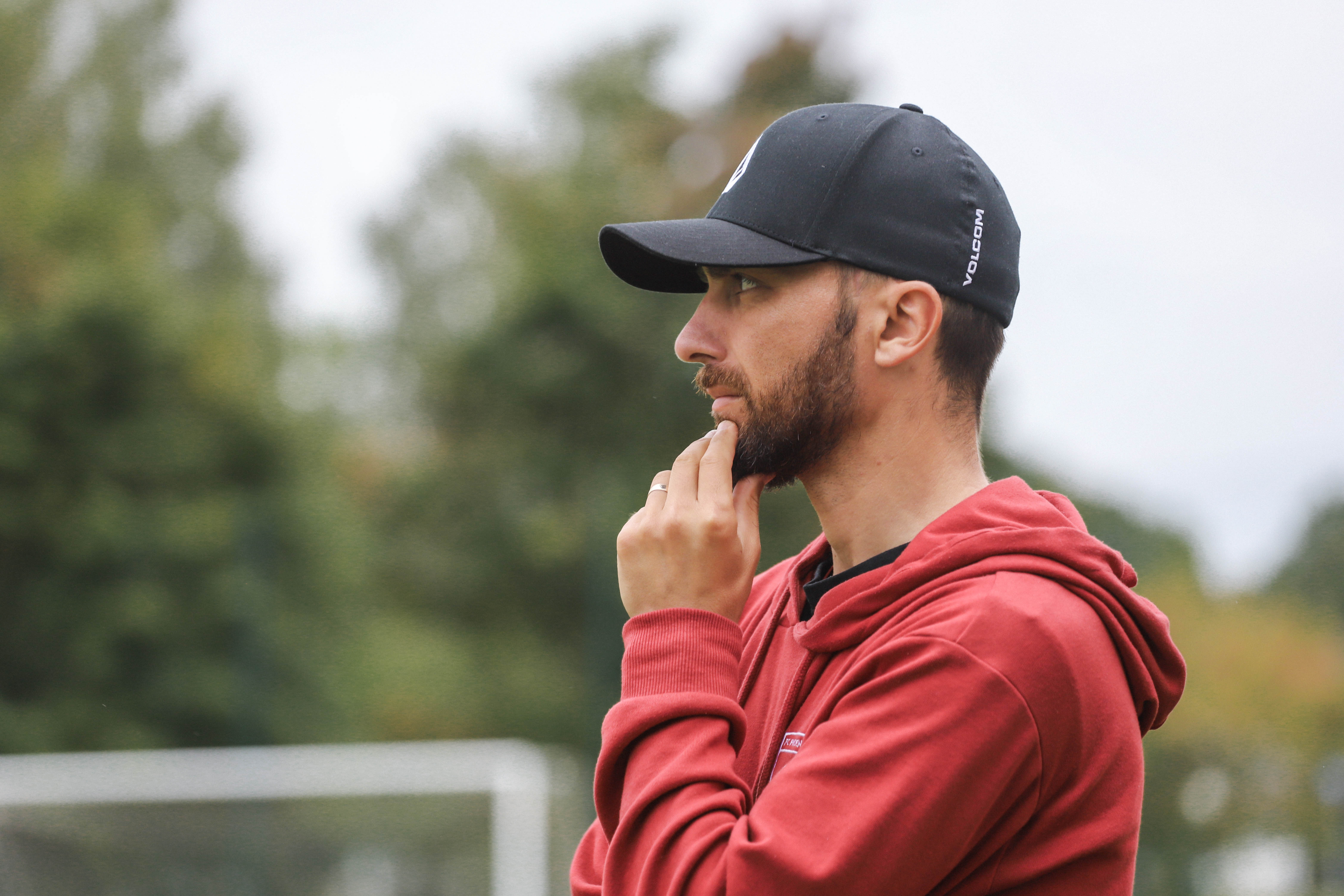
Владимир Ага главный тренер с 2020 года

| Тренер             | Гражданство       | Начало          | Конец           |
| ------------------ | ----------------- | --------------- | --------------- |
| Александр Марашов  | Эстония           | 2011            | январь 2012     |
| Виктор Нестеренко  | Латвия            | 2012            | 22 апреля 2014  |
| Алексей Тихомиров  | Россия            | 23 апреля 2014  | 7 июня 2014     |
| Андрей Шкалета     | Эстония           | 7 июня 2014     | 15 августа 2014 |
| Алексей Тихомиров  | Россия            | 15 августа 2014 | 1 февраля 2015  |
| Сергей Замогильный | Эстония           | 1 февраля 2015  | 30 июня 2015    |
| Роман Кожуховский  | Украина           | 1 июля 2015     | 13 июня 2016    |
| Игорь Шашков       | Россия            | 15 июня 2016    | январь 2017     |
| Игорь Шашков       | Эстония           | январь 2020     | 30 июня 2020    |
| Владимир Ага       | Молдова / Румыния | 1 июля 2020     |                 |